# Mount Pleasant (Arkansas)
Mount Pleasant é uma cidade  localizada no estado americano de Arkansas, no Condado de Izard.

## Demografia
Segundo o censo americano de 2000, a sua população era de 401 habitantes.
Em 2006, foi estimada uma população de 405, um aumento de 4 (1.0%).

## Geografia
De acordo com o United States Census Bureau, a localidade tem uma área de 9,0 km², sem área coberta por água. Mount Pleasant localiza-se a aproximadamente 189 m acima do nível do mar.

## Localidades na vizinhança
O diagrama seguinte representa as localidades num raio de 24 km ao redor de Mount Pleasant.